# Ion Marcu
Ion Marcu (n. 1 ianuarie 1949 – d. 19 noiembrie 2021, Timișoara, România), a fost un politician român, senator din județul Timiș, începînd cu legislatura 1992-1996, când reprezenta FDSN. În legislatura 1992-1996, Ion Marcu  a fost membru în comisia pentru apărare, ordine publică și siguranță națională precum și în comisia pentru drepturile omului, culte și minorități (din noi. 1993). În iulie 1993, Ion Marcu a devenit membru PDSR și a fost ales senator pe listele acestui partid în legislatura 1996-2000. În cadrul activității sale parlamentare în legislatura 1996-2000, Ion Marcu a fost membru în grupul parlamentar de prietenie cu Republica Portugheză precum și în comisia pentru cercetarea abuzurilor, combaterea corupției și petiții. În legislatura 2000-2004, Ion Marcu a devenit membru al Partidului România Mare și a fost ales ca senator. În legislatura 2000-2004, Ion Marcu a fost membru în  comisia pentru muncă, familie și protecție socială (din oct. 2002), în comisia pentru agricultură, silvicultură și dezvoltare rurală (feb. - oct. 2002) și în comisia pentru cercetarea abuzurilor, combaterea corupției și petiții (până în feb. 2002) 
Ion Marcu a fost unul din principalii lideri ai revoluției din 1989 de la Timișoara. Era pe atunci muncitor la Uzinele Mecanice Timișoara și a condus coloana de demonstranți în 20 decembrie 1989 îmbrăcat într-un cearșaf alb. A participat apoi la discuțiile cu primul ministru Constantin Dăscălescu desfășurate în clădirea comitetului județean PCR. S-a alăturat apoi Frontului Democratic Român (FDR) din clădirea Operei.
În 12 ianuarie 1990, a susținut demonstrația prin care s-a obținut demisia liderului FDR Lorin Fortuna de la conducerea județului Timiș, încercînd să preia el conducerea județului. Cu acest prilej, Ion Marcu a lansat expresia devenită celebră „mesele mă vrea pe mine”.

## Legaturi externe
- Ion Marcu Arhivat în 22 august 2016, la Wayback Machine. la cdep.ro